# El Grinch (videojuego)
El Grinch (su título original es The Grinch) es un videojuego de plataformas basado en el libro de 1957: ¡Cómo el Grinch robó la Navidad!, y en la película del 2000 del mismo nombre, dentro del mismo título. El juego fue distribuido por Universal Interactive Studios en colaboración con Konami en el 2000 (esto porque Universal ya se había peleado con Sony Computer Entertainment, así también rompiendo la exclusividad de Crash Bandicoot y Spyro the Dragon, y como Universal vio que Konami fue la empresa más cercana a Sony, le pidió aliarse para que publique sus juegos en las consolas de Sony, mientras que Universal podía publicar el juego sin problemas en otros sistemas que no sean de SCEI), para PlayStation, Game Boy Color, Dreamcast y Microsoft Windows, poco después de que la película llegara a los cines. George Lowe (quien hace el trabajo de voz para el personaje Fantasma del Espacio en la serie animada El Fantasma del Espacio de Costa a Costa para Adult Swim y su spin-off Cartoon Planet), realiza un trabajo no acreditado como narrador del juego.

## Jugabilidad
Como el Grinch, el jugador puede saltar, golpear el suelo y usar su aliento maloliente para guiar su camino a través de varios obstáculos en el juego. A medida que se avanza en el juego, se desbloquean diferentes dispositivos que se utilizan para completar diferentes tareas.

## Trama
El Grinch mira a Villa Quien a través de su telescopio desde el monte Crumpit, planeando llevarse los regalos de los Quien usando sus aparatos. Entra en su cueva y mira a través de sus planos decidiendo qué artilugio fabricar primero. Sin embargo, el Grinch se cae accidentalmente de su montaña de cajas y sus planos vuelan hacia Villa Quien y varias partes de Quienlandia. El Grinch visita Villa Quien, el Bosque Quien, el Basurero Municipal de Villa Quien y el Lago Quien, destruyendo regalos de Navidad, gastando bromas a los Quien y recuperando piezas de sus planos en el proceso para poder robar la Navidad.

## Recepción
El Grinch recibió críticas de mixtas a desfavorables, tanto de los críticos, como del público en sí, mientras que la versión de Game Boy Color, tuvo más críticas favorables comparado a las otras versiones de consolas y PC. John Gaudiosi revisó la versión de PlayStation para la revista Next Generation, calificándola con 3/5 estrellas, y declaró que "Si tienes un hermano o hermana pequeño que pide este juego esta Navidad, es posible que encuentres algunas horas de diversión, pero solo unas pocas".
Al agregar los sitios web de reseñas, GameRankings y Metacritic le dieron a las siguientes versiones, sus siguientes puntuaciones: a la versión Game Boy Color un 67.00%, a la versión de PlayStation 56.06% y 55/100, a la versión para PC 50.00% y 55/100, y a la versión de Dreamcast 49,67% y 51/100.